# Igrzyska Małych Państw Europy 2019
Igrzyska Małych Państw Europy 2019 – osiemnasta edycja igrzysk małych państw Europy rozegrana w dniach 27 maja – 1 czerwca 2019 roku w Czarnogórze.

## Państwa uczestniczące na igrzyskach
W zawodach wzięło udział 846 zawodników z 9 państw. Najwięcej zawodników zgłoszonych do igrzysk ma reprezentacja Cypru liczącą 142 sportowców.
- Andora (27)
- Cypr (142)
- Czarnogóra (130)
- Islandia (120)
- Liechtenstein (33)
- Luksemburg (140)
- Malta (80)
- Monako (116)
- San Marino (58)

## Dyscypliny
W programie zawodów znalazło się 10 konkurencji.
- Judo
- Koszykówka
- Lekkoatletyka
- Pétanque
- Piłka siatkowa
- Pływanie
- Siatkówka plażowa
- Strzelectwo
- Tenis stołowy
- Tenis ziemny

## Tabela medalowa
| Pozycja | Reprezentacja | Złoto | Srebro | Brąz | Razem |
| ------- | ------------- | ----- | ------ | ---- | ----- |
| 1.      | Luksemburg    | 26    | 27     | 24   | 77    |
| 2.      | Cypr          | 21    | 27     | 16   | 64    |
| 3.      | Islandia      | 19    | 13     | 23   | 55    |
| 4.      | Monako        | 15    | 13     | 20   | 48    |
| 5.      | Czarnogóra    | 15    | 6      | 14   | 35    |
| 6.      | Liechtenstein | 9     | 5      | 6    | 20    |
| 7.      | Malta         | 6     | 12     | 9    | 27    |
| 8.      | Andora        | 3     | 4      | 11   | 18    |
| 9.      | San Marino    | 1     | 4      | 7    | 12    |
| Razem   | Razem         | 115   | 111    | 130  | 356   |

## Logo
Czarnogórski Komitet Olimpijski przeprowadził konkurs na logo igrzysk. Zwyciężyła prezentacja złożona z sześciu elementów i czterech kolorów. Dwie barwy (czerwony i złoty) wykorzystane zostały z flagi państwowej Czarnogóry i jest uzupełniony o kolor niebieski i zielony, w taki sposób, żeby nawiązywał do flagi olimpijskiej. Logo ukazuje dwóch rywalizujących ze sobą sportowców. Kształty te mają też inne znaczenie. Symbolizują góry i morze, co charakteryzuje Czarnogórę.

## Oficjalne hasło
Oficjalnym hasłem zostało „HOW BIG WE ARE!“, co w języku polski oznacza „JAK DUZI JESTEŚMY!“. Słowa te mają zademonstrować, że małe państwa mają wielkie umiejętności i osiągnięcia. Wszystkie wyrazy są innego koloru, co nawiązuje do flagi olimpijskiej.

## Ceremonia otwarcia
Ceremonia otwarcia igrzysk małych państw Europy została przeprowadzona 27 maja 2019 roku przed murami Starego Miasta w Budvie. Podczas dwugodzinnego występu artystów  wyreżyserowanego przez Nikolę Vukčevicia została przedstawiona część historii Czarnogóry. Dzięki specjalnie zaprojektowanej scenie świetlnym efektom, świetnej muzyce i wierszom Luči Mikrokozmi, widzowie mogli spojrzeć w historię palącego się miasta.Po przemowach wygłoszonych przez prezydenta Czarnogórskiego Komitetu Olimpijskiego Dušana Simonovicia i prezydenta Europejskiego Komitetu Olimpijskiego Janeza Kocijančicia  igrzyska otworzył premier Czarnogóry Duško Marković, zaś znicz zapaliła piłkarka ręczna Bojana Popović. Przysięgę olimpijską złożyła Marija Vuković.
Chorąży reprezentacji
| Reprezentacja | Chorąży                    | Dyscyplina        |
| ------------- | -------------------------- | ----------------- |
| Andora        | Xavier Folguera            | Siatkówka plażowa |
| Malta         | Gianluca Chetcuti          | Strzelectwo       |
| San Marino    | Lorenzo Benvenuti          | Piłka siatkowa    |
| Islandia      | Gudbjörg Jóna Bjarnadóttir | Lekkoatletyka     |
| Czarnogóra    | Filip Radović              | Tenis stołowy     |
| Luksemburg    | Kamil Rychlicki            | Piłka siatkowa    |
| Liechtenstein | Manuel Gahr                | Siatkówka plażowa |
| Cypr          | Andreas Makris             | Strzelectwo       |
| Monako        | Erik Lanza                 | Strzelectwo       |